# Ali Baba en de veertig rovers
Ali Baba en de veertig rovers (Perzisch: علی‌بابا و چهل دزد, Arabisch: علي بابا والأربعون لصا) is een sprookje uit Duizend-en-een nacht. Het verhaal werd pas in de 18e eeuw toegevoegd door de Fransman Antoine Galland, de eerste Europese vertaler van het werk.
Het verhaal handelt over Ali Baba die toevallig ziet hoe een troep rovers hun schatkamer openen met de toverspreuk "Sesam, open u". Als de rovers weggaan, opent Ali Baba de schatkamer om zijn zakken te vullen. De rovers ontdekken hem, maar samen met zijn slimme slavin Morgiana verslaat Ali Baba de rovers.

## Hoofdpersonen
- Ali Baba, arme burger in Perzië.
- Kassim, broer van Ali Baba.
- Morgiana/ Madjana, de slavin.
- De 40 rovers.

## Het complete verhaal

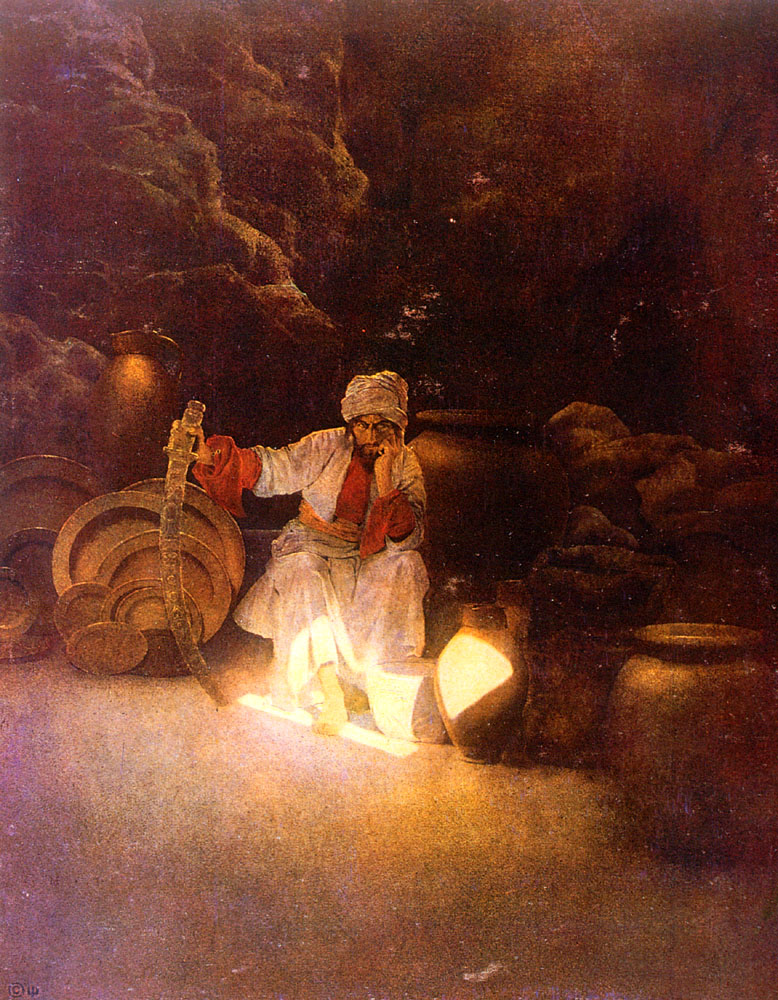
Kassim
(1909), Maxfield Parrish

In Perzië leefden twee broers, Ali Baba en Kassim. Kassim was getrouwd met een rijke vrouw, Ali Baba was getrouwd met een vrouw die even arm was als hij.
Op een dag was Ali Baba in het bos aan het houthakken toen hij een donkere stofwolk op zich af zag komen. Hij liet het hout achter om zichzelf te redden en klom in een grote boom. Hij zag een groep van veertig bewapende rovers op zich af komen. Ze stopten bij een gesteente waar de boom stond waar Ali Baba in zat. De rovers stapten van hun paarden af. De rovers droegen allemaal de zadeltassen op hun schouder. Ali Baba dacht dat deze vol zaten met goud en zilver. Een van de rovers riep "Sesam open U". Een deur in het gesteente ging open, de rovers gingen naar binnen. Toen de rovers weggingen, deed Ali Baba hetzelfde en ging ook naar binnen.
De ruimte waar Ali Baba in terechtkwam was verlicht en gevuld met goud en zilver en geld in tassen. Hij verzamelde zoveel als hij kon, verliet de grot en sloot de deur.
Toen Ali Baba thuiskwam vertelde hij het verhaal aan zijn vrouw en begroeven ze snel de buit.
Meer uit vriendelijkheid dan uit angst, vertelde Ali Baba zijn broer waar het rovershol was en welke woorden je moest uitspreken om de deur te openen. Kassim ging vlug naar huis. Hij nam zich voor zijn broer vóór te zijn. Hij wilde de hele schat zelf in de wacht slepen. De volgende morgen ging Kassim al vroeg met drie muilezels naar het woud.
Kassim was verrukt over de schatten die hij zag. Hij sleepte vlug zoveel zakken goud naar de deur als zijn ezels zouden kunnen dragen. Hij moest er steeds maar aan denken dat hij nu geweldig rijk was geworden. Daardoor wist hij niet meer, welke woorden hij moest zeggen om de deur weer open te maken. Toen hij weg wilde gaan, riep hij: "Gerst, open u," in plaats van "Sesam, open u," maar natuurlijk bleef de deur dicht. Hij riep ook nog de namen van allerlei andere soorten graan, geen enkele keer was het de goede, zodat de deur niet in beweging kwam. Kassim werd bang dat hij nooit meer veilig uit het rovershol zou komen. Daardoor liet zijn geheugen hem steeds meer in de steek. Wanneer de rovers aankomen wordt Kassim in vieren gehakt. Ali Baba vindt het lijk van zijn broer en Kassim wordt vrij snel hierna begraven, met de hulp van Morgiana, de slavin van Kassim die erg verdrietig was. Door de verdwijning van het lijk van Kassim weten de rovers dat er nog iemand anders op de hoogte is van de schat. Morgiana weet Ali Baba tijdens twee pogingen van de rovers om Ali Baba te vermoorden telkens te redden. Vanwege deze mislukkingen wordt bij elke poging de verantwoordelijke rover als straf voor de mislukking gedood. Plotseling verscheen er een apart figuur, een koopman, in het leven van Ali Baba. Het bleek een van de overgebleven 38 rovers te zijn. De rover heeft op de deur van Ali Baba een tekening gemaakt. Morgiana ziet dat en tekent op alle andere deuren er ook een. Die avond komt de rover terug naar het huis om Ali Baba te vermoorden maar hij raakt met de andere tekeningen in de war en gaat weg. Toen hij bij de rovers terugkwam werd zijn hoofd eraf gehakt. Er werd een nieuwe rover gestuurd en met hem gebeurde precies hetzelfde toen hij terug kwam.
Ali Baba was Morgiana zo dankbaar voor het redden van zijn leven, dat hij haar met zijn zoon liet trouwen, die dat graag deed; al een paar dagen later werd de bruiloft met heel veel pracht en praal gevierd. Toen Ali na een jaar nog steeds niets van de twee overgebleven rovers had gemerkt, nam hij aan dat ze dood waren. Hij ging naar de grot; de deur ging dadelijk open. Hij zei: "Sesam, open u!" Hij trad binnen, en zag dat er niemand meer geweest was sinds de aanvoerder was weggegaan. Hij nam zoveel goud mee als hij dragen kon en ging terug naar de stad. Aan zijn zoon vertelde hij het geheim van de grot en deze gaf het weer door aan zijn eigen zoon. Zo kwam het dat de kinderen en kleinkinderen van Ali Baba hun hele leven in goeden doen waren en nooit ergens gebrek aan hadden.

## Uitgaven
Er zijn verschillende uitgaven gedaan van dit verhaal. De eerste uitgave die bekend is uitgegeven door J. Ferraby ((1790) Ali Baba; or The Forty Thieves Destroyed by Morgiana, a Slave. Hull: J. Ferraby.). De daadwerkelijke auteur is niet bekend. Rond 1800 staat ook een uitgave geregistreerd, namelijk een uitgave van M. Angus and Son (1800) Ali Baba; or The Forty Thieves, Destroyed by Morgiana, a Slave. On Which is Founded the New Grand Operatical Romance. Newcastle: M. Angus and Son.) Ook hier is geen auteur van bekend.
Latere uitgaven:
- J.W. Gerhad, (1905) Ali Baba en de veertig roovers: (verhaal uit de Duizend-en-een-nacht). Amsterdam: Voor de Mij voor Goede en Goedkoope lectuur.
- Charles W. Elliot. LLD. (1917) The Harcard Classics: The Story of Ali Baba and the Forty Thieves New York: P.F Collier & son.
- Anton R. L. v.Leeuwen, (1995) Het volledige verhaal van Ali Baba, de veertig rovers en het meisje Mardjana. Amsterdam: Bulaaq.
- Jan Frederik Rinke. (1910) Geschiedenis van Ali-Baba en de veertig roovers: prentjes. Amsterdam: Muller.

## Bewerkingen
Er zijn verscheidene verfilmingen van het verhaal gemaakt.
Een bekende versie is die van Jacques Becker. De schrijver van het verhaal was hier Cesare Zavattini. Deze film kwam uit op 7 januari 1955 in België. De rol van Ali Baba werd gespeeld door Fernandel.
Bij het Junior Eurovisiesongfestival 2010 schreef de Moldaviër Ștefan Roșcovan het liedje Ali Baba.